# Ben Viadère
Joseph Ben Viadère (* 2. September 2005 in La Réunion) ist ein französischer Fußballspieler aus dem Überseegebiet Réunion, der aktuell bei der AJ Auxerre in der Ligue 1 spielt.

## Karriere
Viadère spielte von 2016 bis 2021 in der Jugend auf Réunion bei der JS Saint-Pierroise. Im Sommer 2021 wechselte er schließlich zur AJ Auxerre nach Frankreich. 2021/22 war er Stammspieler in der B-Jugend, kam jedoch auch schon zu einigen Einsätzen und Toren für die U19-Mannschaft. In der Saison 2022/23 spielte er nur noch für die A-Junioren und kam dort in mit dem Team in die Finalrunde. Auch 2023/24 spielte er neben der U19-Mannschaft, mit der er das Finale der U19-Meisterschaft verlor, für die zweite Mannschaft in der National 2. Am zweiten Spieltag der Saison 2023/24 debütierte Viadère nach Einwechslung gegen den FC Nantes in der Ligue 1 für die Profimannschaft.

## Erfolge
AJ Auxerre
- Französischer U19-Vizemeister: 2024